# Pão de mel

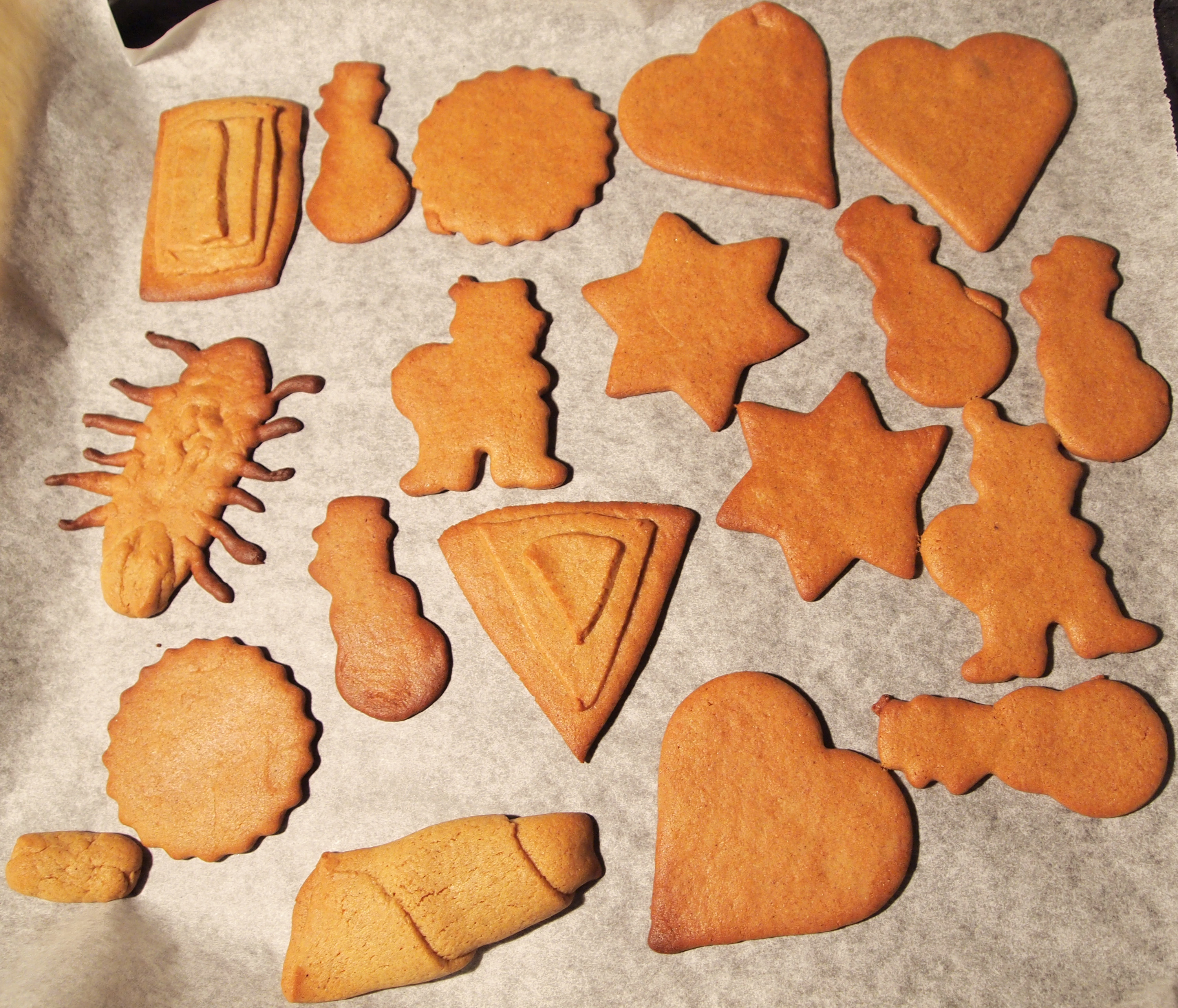
Pão de mel

Pão de mel é um doce de origem europeia, elaborado à base de mel, farinha de trigo, chocolate, manteiga, especiarias e ovos. Depois de prontos e frios, normalmente, são banhados em chocolate. O pão de mel surgiu quando os europeus descobriram que o pão de especiarias poderia ser coberto com chocolate derretido para prolongar o seu sabor e umidade.
Hoje em dia os pães de mel já ganharam recheios e coberturas de diversos tipos, tornando-se interessante para decoração de festas, presentes, lembrancinhas e várias outras finalidades. Podem ser encontrados com facilidade, pois são comumente fabricados caseiramente. Os preços têm grande variação.